# گیرایش ذره
 گیرایـِشّ ذَرّه  (Charm) عدد کوانتومی شاخص در کوارکها و هادرونها برای نمایش وضعیت تقارن لپتون- کوارک است.
قطعاً ذرات دارای عدد کوانتومی گیرایش ذره قابل مشاهده هستند.